# University of Exeter Hockey Club
University of Exeter Hockey Club är en landhockeyklubb grundad i Exeter, Devon i sydvästra England.
Klubben spelar sina matcher i Nando's Sports Park på Exeters universitets största campus som kallas Streatham.
Det finns både en vattenbaserad plan och en sandbaserad plan.
I klubben finns sex lag för män och fyra lag för kvinnor.
University of Exeter Hockey Club släpper ut lag i British Universities and Colleges Sport (BUCS) på onsdagar, och många lag i klubben deltar i lokala och nationella ligor på helger.